# Villa Gianetti
Villa Gianetti è una storica residenza di Saronno, in provincia di Varese.

## Storia
È stata costruita tra il 1919 ed il 1920 su progetto dell'architetto milanese Domenico Verga. 
La villa è stata acquistata dal Comune di Saronno dalla famiglia Gianetti nel 1923 per essere destinata a municipio. La funzione di sede degli uffici comunali terminò nel 1985.

## Descrizione
La villa, immersa in un ampio giardino, è di stile neorinascimentale e conserva decorazioni, alcune tele di valore artistico, un colonnato e un patio. All'ingresso del portico vi è una riproduzione della Madonna del Lippi dipinta dai pittori lombardi Bonatti e Chiesa.